# Ортит
Ортит, алланіт — мінерал класу силікатів з групи епідоту, складний діортосилікат острівної будови. 

## Етимологія та історія
Від грецьк. «ортос» — прямий, правильний (шведський хімік Єнс Берцеліус, 1918). Синоніми: багратіоні́т, бодені́т, муромонти́т, тавтоті́т, цери́н, церепідо́т.

## Загальний опис
Хімічна формула:
- 1. За Є. Лазаренком: (Ca, Ce, Mn)2(Fe2+, Fe3+, Mg)Al2[OOHSiO4Si2O7]. Склад у % (з пегматитів Уралу): CaO — 10,43; Ce2O3 — 10,13; MnO — 2,25; FeO — 8,14; Fe2O3 — 6,29; MgO — 0,13; Al2O3 — 16,25; SiO2 — 30,81; H2O — 2,79. Домішки: Dy2O3, La2O3, Y2O3, K2O. Домішки U і Th викликають звичайний для О. метаміктний стан.
- 2. За «Горной энциклопедией» (Москва, 1989): Се2Fe2AlO(ОН)[SiO4][Si2O7].

Сингонія моноклінна. Призматичний вид. Форми виділення: таблитчасті кристали і зернисті агрегати. Спайність недосконала. Густина 3,7-4,2. Ізотропного — 2,8. Твердість 6,0-6,5. Колір бурий, смоляно-чорний. Блиск скляний, смоляний. Напівпрозорий або непрозорий. Злам близький до раковистого. Крихкий. Радіоактивний. У шліфах інтенсивно забарвлений. Зустрічається як акцесорний мінерал у гранітах, сієнітах та ін., а також пегматитах, збагачених рідкісними землями і в кристалічних сланцях. Сировина для вилучення рідкісноземельних елементів і торію.

## Розповсюдження
Гіттеро, Арендаль, Гундгольмен (Норвегія), Іттербі, Фінбу (Швеція), Ваарала (Фінляндія), штат Каліфорнія, Вірджинія (США). В Україні є у Приазов'ї.

## Різновиди
Розрізняють:
- ортит бериліїстий (різновид ортиту, який містить до 6 % ВеО);
- ортит-епідот (мінерал, проміжний за складом між ортитом і епідотом);
- ортит ітріїстий (різновид ортиту, який містить до 8 % Y2O3);
- ортит магніїстий (різновид ортиту, який містить до 15 % MgO);
- ортит марганцевистий (різновид ортиту, який містить до 5,37 % MnO);
- ортит скандіїстий (різновид ортиту, який містить до 1 % Sc2O3);
- ортит торіїстий (різновид ортиту, який містить до 5,6 % ThO2);
- ортит церіїстий (різновид ортиту, який містить до 20 % Се2О3).